# رونوک (ویرجینیا)
رونوک (به انگلیسی: Roanoke) شهری در ایالت ویرجینیا کشور ایالات متحده آمریکا است که جمعیت آن در سرشماری سال ۲۰۱۰ میلادی، ۹۷٬۰۳۲ نفر بوده‌است.